# 노화자
노화자(1949년 ~ )는 대한민국의 탁구 선수였다. 1970년 일본 나고야 아시아선수권대회에서 단체 금메달을 획득하였다.

## 참조
- 대한체육회 발행"체육" 1970년5월호